# Siéna (Yaba)
Pour les articles homonymes, voir Siena.
Siéna est une commune rurale située dans le département de Yaba de la province du Nayala dans la région de la Boucle du Mouhoun au Burkina Faso.

## Géographie
Le village est constitué de six quartiers : Parenpiè, Bounoupiè, Garanpiè, Bakanpiè, Nyanpaa, Guèpè. Il est limité au sud par Biba, à l'ouest par Bôh, au Nord par Saran et Loguin et à l'Est par Yaba et Tosson. Il est traversé par la route nationale 21 reliant Toma à Tougan.

## Histoire
Siéna est un surnom qui signifie littéralement « Toutes choses (Sié) lui colle (Nan)  ». Il était anciennement appelé CON-YI « champ de baobab ». Le nom Siéna a été donné par un habitant du village de Biba après un combat victorieux sur le village de Gouri. C’est au retour des combattants que l’habitant de Biba pour les félicités leur dit, je ne vous appellerai plus CON-YII, mais Siéna car toutes choses vous collent bien, d’où l’actuel nom SIENA qui est un patronyme.
Selon les traditionnelles orales, le village de Siéna serait créé vers 1512. Le premier habitant de Siéna habitait sous les baobabs avec ses animaux, mais il n’avait pas connaissance d’une source d’eau dans les environs, jusqu’à ce qu’un rat sort devant lui avec la queue mouillée. Il a dont suivi le rat jusqu’à la retenue d’eau, ce qui lui est permis de sédentariser sous les baobabs. Raison pour laquelle, les premiers habitant de Siéna avaient pour totem la consommation de la viande de rat, car il les a conduit vers une source d’eau. En plus de cela, la couleur rouge était strictement interdite les différents lieux sacrés du village.
A la création du village de SIENA, tous les habitants étaient animistes. La première religion moderne dans le village SIENA fut l’islam avec 3 à 5 fidèles durant plusieurs années.
Quant à la religion chrétienne, il s’agit d’un missionnaire américain qui de retour de la région de Tougan situé au Nord a fait escale à SIENA en 1946. Il est revenu en 1948, et c’est le 25 mars 1948 que les premiers chrétiens se sont convertis.
Les premiers chrétiens de SIENA avaient pour responsable PARE ZAN JEAN, qui a quitté SIENA à pied pour aller chercher les premiers extraits de la bible à SORO dans la commune rurale actuelle de GASSAN. Les nouveaux convertis recevaient régulièrement la visite du missionnaire américain appelé MARTIN qui était basé dans le village de SORO situé à l’Ouest. Il pouvait passer plus d’un mois à SIENA et au cours de son secours, il enseignait les enfants, les femmes et les hommes sur les principes de cette nouvelle religion.
Le début de cette nouvelle religion a été très difficile, car elle interdisait la polygamie, le fétichisme et promenait l’amour du prochain. En plus de cela, les nouveaux convertis de cette nouvelle étaient souvent bannis de leurs familles. Les membres de cette nouvelle religion étaient appelés « MERCAIN » pour faire allusion à une religion Américaine.
La première église fut construite en 1950.
La base fondamentale de cette nouvelle religion est la croyance en Jésus-Christ.  Pour démonter leur engagement total à cette nouvelle religion, les « Mercains » décident de briser certains interdits du village. C’est ainsi qu’ils décident un dimanche après le culte d’aller à la rivière située au Nord du village appelée « Pinlè » attraper les tortues sacrées et manger. Hors, la consommation des tortues de cette rivière étaient strictement interdits à tous les habitants de SIENA.
Il faut noter qu’à cette époque on dénombrait environs 22 lieux sacrés à travers le village et le plus célèbre d’entre eux est « Di-Too-Gor » situé entre les quartiers Est (Paranpiè) et Ouest (Nyaanpa).
Auparavant, il existait 2 familles des griots qui habitaient le village de SIENA. Mais, une querelle éclata entre les 2 familles et le fondateur de SIENA n’intervient pas. À la suite, les deux familles décident de quitter le village pour s’installer dans les villages environnants. Avant de partir, ils maudissent la terre de SIENA en disant « Eux ou leurs descendances ne puissent habiter à SIENA plus de 3 ans continus ».

## Santé et éducation
Depuis 2007, le village ne dispose plus d'un centre de santé de promotion sociale (CSPS)[réf. nécessaire]. Le centre de soins le plus proche est le CSPS de Biba, tandis que le centre médical avec antenne chirurgicale (CMA) se trouve à Toma. Siéna dispose d'une adduction d'eau potable et d'une connexion au réseau électrique national (SONABEL).
Siéna compte une école primaire de six classes et un collège d'enseignement général (CEG) construit sur fonds propres par les villageois.